# Cosmisoma titania
Cosmisoma titania là một loài bọ cánh cứng trong họ Cerambycidae.